# Вольная борьба на летних Олимпийских играх 1936 — до 87 кг
Соревнования по вольной борьбе в рамках Олимпийских игр 1936 года в полутяжёлом весе (до 87 килограммов) прошли в Берлине с 2 по 5 августа 1936 года в «Германском Зале». 
Турнир проводился по системе с начислением штрафных баллов. За чистую победу штрафные баллы не начислялись, за победу по очкам борец получал один штрафной балл, за поражение по очкам со счётом 2-1 два штрафных балла, за поражение со счётом 3-0 или чистое поражение — три штрафных балла. Борец, набравший пять штрафных баллов, из турнира выбывал. Тот круг, в котором число оставшихся борцов становилось меньше или равно количеству призовых мест, объявлялся финальным, и борцы, вышедшие в финал, проводили встречи между собой. В случае, если они уже встречались в предварительных встречах, такие результаты зачитывались. Схватка по регламенту турнира продолжалась 15 минут.
В полутяжёлом весе боролись 12 участников. Фаворитами можно было называть чемпиона Европы 1934 года шведа Кнута Фриделя и чемпиона Европы 1935 года венгра Эде Вираг-Эбнера. Венгр выбыл уже после третьего круга. После четвёртого круга Фридель имел два штрафных балла, столько же, сколько немец Эрих Зиберт, и четыре штрафных балла имел Аугуст Нео. Многое зависело от встреч Зиберта и Нео. Чистая победа Нео или победа единогласным решением судей делала Фриделя чемпионом (он уже победил Нео и имел меньше штрафных баллов). Любое поражение Нео или победа различным мнением судей означали необходимость финальной встречи Зиберта и Фриделя. Нео победил единогласным решением, чем обеспечил себе второе место, а Фриделя сделал чемпионом.   

## Призовые места
- Кнут Фридель
- Аугуст Нео
- Эрих Зиберт

## Первый круг
| Штрафных баллов | Участник 1        | Результат    | Участник 2     | Штрафных баллов |
| --------------- | ----------------- | ------------ | -------------- | --------------- |
| 1               | Кнут Фридель      | 3-0          | Аугуст Нео     | 3               |
| 1               | Эде Вираг-Эбнер   | 3-0          | Матти Лахти    | 3               |
| 1               | Мустафа Авджиоглу | 3-0          | Томас Уард     | 3               |
| 0               | Рэй Клемонс       | Туше (14:34) | Пауль Дётвилер | 3               |
| 0               | Эдди Скарф        | Туше (11:36) | Морис Бек      | 3               |
| 1               | Эрих Зиберт       | 3-0          | Хуберт Прокоп  | 3               |

## Второй круг
| Штрафных баллов | Участник 1     | Результат   | Участник 2          | Штрафных баллов |
| --------------- | -------------- | ----------- | ------------------- | --------------- |
| 3               | Аугуст Нео     | Туше (9:22) | Эде Вираг-Эбнер     | 4               |
| 2               | Кнут Фридель   | 3-0         | Матти Лахти         | 6               |
| 1               | Рэй Клемонс    | 3-0         | Томас Уард          | 6               |
| 3               | Пауль Дётвилер | Туше (4:40) | Мустафа Авджиоглу ¹ | 4               |
| 1               | Эрих Зиберт    | Туше (1:52) | Морис Бек           | 6               |
| 4               | Хуберт Прокоп  | 2-1         | Эдди Скарф          | 2               |

¹ Снялся с соревнований

## Третий круг
| Штрафных баллов | Участник 1     | Результат   | Участник 2      | Штрафных баллов |
| --------------- | -------------- | ----------- | --------------- | --------------- |
| 3               | Аугуст Нео     | Туше (8:09) | Рэй Клемонс     | 4               |
| 2               | Кнут Фридель   | Туше (1:12) | Эде Вираг-Эбнер | 7               |
| 3               | Пауль Дётвилер | Туше (1:48) | Хуберт Прокоп   | 7               |
| 2               | Эрих Зиберт    | 3-0         | Эдди Скарф      | 5               |

## Четвёртый круг
| Штрафных баллов | Участник 1   | Результат   | Участник 2     | Штрафных баллов |
| --------------- | ------------ | ----------- | -------------- | --------------- |
| 4               | Аугуст Нео   | 3-0         | Пауль Дётвилер | 6               |
| 2               | Кнут Фридель | Туше (3:45) | Рэй Клемонс    | 7               |
| 2               | Эрих Зиберт  | Пропускал   |                |                 |

## Финал
| Штрафных баллов | Участник 1 | Результат | Участник 2  | Штрафных баллов |
| --------------- | ---------- | --------- | ----------- | --------------- |
| 5               | Аугуст Нео | 3-0       | Эрих Зиберт | 5               |